# Старий Град (Маколе)
Старий Град (словен. Stari Grad) — поселення в общині Маколе, Подравський регіон‎, Словенія.